# Калиджури, Марко
Марко Калиджури (нем. Marco Caligiuri; род. 14 апреля 1984, Филлинген-Швеннинген) — немецкий футболист, играл на позиции полузащитника. Большую часть футбольной карьеры провёл в «Гройтер Фюрте». Старший брат немецкого футболиста Даниэля Калиджури.

## Карьера игрока
Марко Калиджури начал заниматься футболом в четыре года в местном клубе «Швеннинген». Затем на юношеском уровне играл за «Штутгарт». Дебют Калиджури в Бундеслиге состоялся 18 января 2006 года: в составе «Дуйсбурга», за который Калиджури выступал на правах аренды, он вышел на матч против своей бывшей команды, «Штутгарта». 30 марта 2010 года подписал контракт с «Майнцем» и 1 июля присоединился к клубу. После трёх лет в «Майнце» Калиджури принял решение перейти в «Айнтрахт» Брауншвейг, с которым подписал двухлетний контракт.
В 2014 году Калиджури снова вернулся в «Гройтер Фюрт», в котором уже играл с 2007 по 2010 год. Спустя год после возвращения был назначен капитаном команды. В мае 2019 года он продлил контракт с клубом до июня 2020 года.